# Viaduc de Malpertugio
Le viaduc de Malpertugio (en italien viadotto Malpertugio) est un pont en poutre-caisson autoroutier de l'A20 situé à proximité de Cefalù, dans la province de Palerme, en Sicile (Italie).

## Histoire
Les deux viaducs autoroutiers construits en béton précontraint sont achevés en 1996, suivant la méthode de construction de voussoirs préfabriqués posés à la poutre de lancement. D'une longueur de 672 m et d'une hauteur de 122 m, il est constitué de sept travées dont la portée maximale est de 110 mètres (travées : 61 + 5 x 110 + 61 m). 
L'ouvrage en poutre comporte un sens de circulation de deux voies chacun avec une bande d'arrêt d'urgence. Il est le plus haut viaduc de l'autoroute A20 (parmi les 10 dépassant 60 mètres de hauteur), qui suit le long tunnel de Saint'Ambrogio (1 765 m) avec une vue exceptionnelle sur la mer Méditerranée en contrebas.